# Nymphalis dixeyi
Nymphalis dixeyi är en fjärilsart som beskrevs av Standfuss 1896. Nymphalis dixeyi ingår i släktet Nymphalis och familjen praktfjärilar. Inga underarter finns listade i Catalogue of Life.